# Modplan
Modplan (russisk: Встречный) er en sovjetisk film fra 1932 af Sergej Jutkevitj og Fridrich Ermler.
Filmen foregår i perioden under den første femårsplan i Sovjetunionen og viser arbejdere i Leningrad, der ved en modplan overgår femårsplanens mål. Filmen anses som en stalinistisk propagandafilm og har som et af sine temaer kampen mod "sabotører", der ødelægger produktionen og modarbejder det sovjetiske regime.
Filmen indeholder sang "Modplanens sang" komponeret af Sjostakovitj. Sjostakovitjs komposition er blevet velkendt, og er med ny tekst bl.a. benyttet af den franske socialistbevægelse i sagen "Au-devant de la vie", ligesom temaet er benyttet til Stravinskijs Petrushka og i Sergej Tanejevs første symfoni.

## Medvirkende
- Vladimir Gardin - Babtjenko
- Marija Bljumental - Tamarina
- Tatjana Guretskaja - Katja
- Andrej Abrikosov - Pavel
- Boris Tenin - Vasja